# Hélène Gosset
Hélène Gosset, née le 26 juillet 1879 dans le 3e arrondissement de Paris et morte le 25 décembre 1963 à Neuilly-sur-Seine, est une journaliste, romancière féministe française. Elle est rédactrice à L’Œuvre et collabore à de nombreux périodiques. Elle s'engage également en faveur des droits des enfants et est secrétaire générale de la Ligue des droits de l’enfant et membre du Comité mondial des femmes contre la guerre et le fascisme.

## Biographie
Hélène Charlotte Gosset naît à Paris le 26 juillet 1879. Ses parents sont Auguste Victor Adéodat Gosset, orfèvre (1841-1882), et Clémentine Charpentier (1844-) ; elle est l'aînée de deux enfants.
Hélène Gosset fait des études jusqu'au brevet. Le 24 juin 1901, tout juste majeure, elle épouse Jacques Vaillant, docteur en médecine et fils du député Edouard Vaillant. Six ans plus tard, le 13 novembre 1913, le couple divorce et Hélène Gosset laisse la garde de leur petit garçon à son ex-mari,.
Elle participe au mouvement féministe au sein de l'Union fraternelle des femmes et commence à écrire dans des journaux féminins, comme La Femme de France, La Mode du jour, Mode et Roman, Parure, Nos loisirs, La Femme seule, La Mode pratique.

### Le voyage en Union soviétique

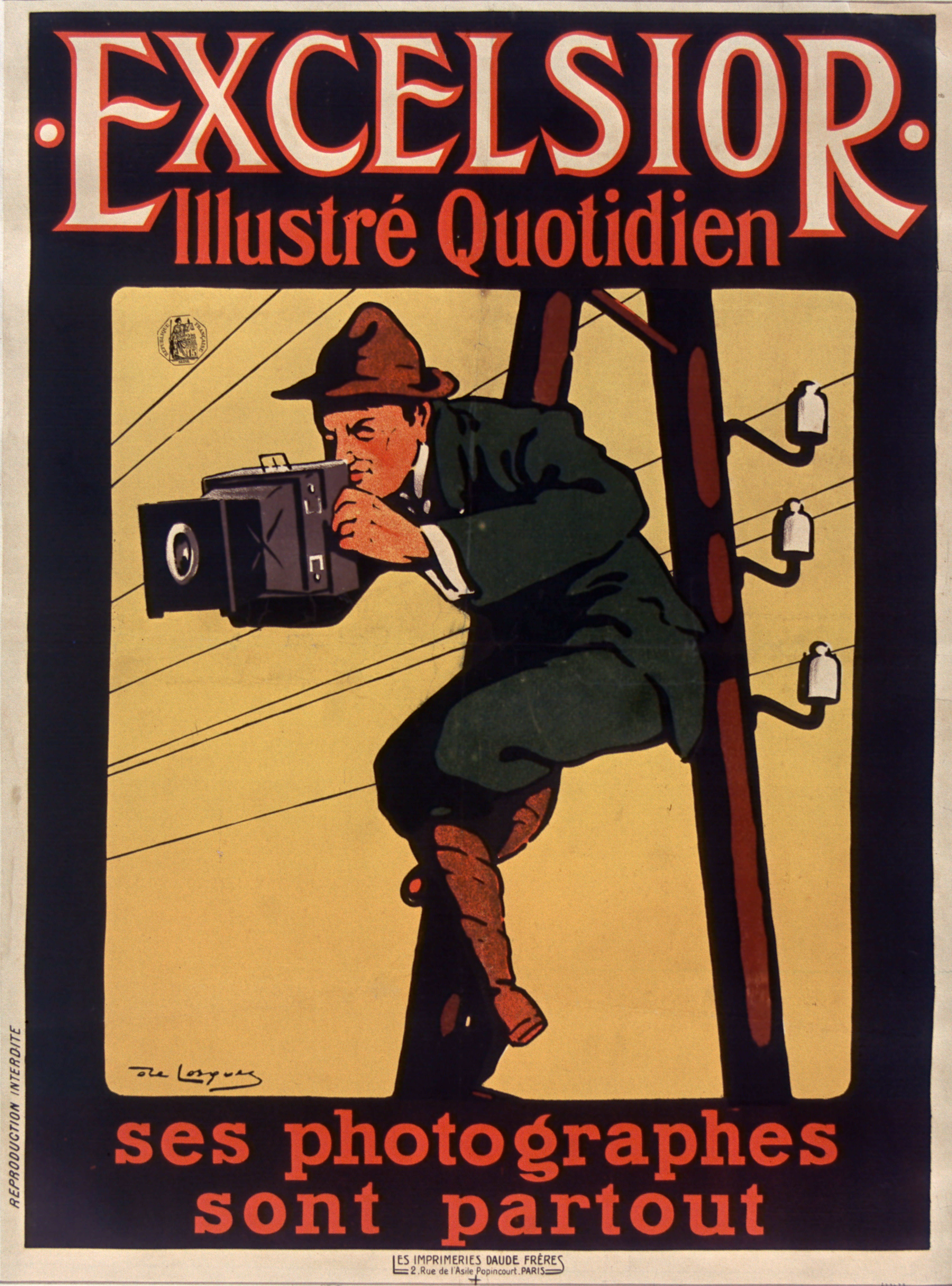

En 1925-1926, Hélène Gosset se rend en Union soviétique comme envoyée spéciale du quotidien Excelsior. Elle interviewe plusieurs femmes dont Nadejda Kroupskaïa (la veuve de Lénine), Natalia Sedova (la femme de Trotski) et Alexandra Kollontaï, la première ambassadrice des Soviets. Cette expérience sera la source d'un grand nombre de récits et conférences pendant plusieurs mois. Elle publie un premier reportage le 6 mars 1926, « Ce qu’une Française a vu en Russie » puis « Ce qu’une femme de la bourgeoisie a vu en Russie » dans La Dépêche de l'Aube. De retour en France, elle donne des conférences (« Les femmes en Russie », « Ce que j’ai vu en Russie. Comment les femmes sont traitées »...), participe à des débats (l’Armée rouge , la Russie et l’amour...) et publie le récit de ce voyage Nitchevo: l'amour en Russie soviétique en 1929,.
En juillet 1926, elle publie dans Le Siècle une série de reportages intitulée « Une française en Russie » et une série « Le théâtre en Russie » dans Comœdia. Puis, en août, « La vie des enfants en Russie soviétique » dans Évolution et en octobre, un nouveau reportage « Dans la Russie rouge », dans La Dépêche. Elle s'intéresse particulièrement au sort des enfants en Union soviétique, notamment les enfants abandonnés, et à la question des femmes.
De novembre 1934 à janvier 1935, elle retourne en Union soviétique comme envoyée spéciale de L’Œuvre. À son retour, elle publie à nouveau, de nombreux reportages et donne des conférences, souvent autour des thèmes du féminisme ou de l'enfance en URSS. Elle se rapproche à ce moment-là d'associations pro-soviétiques comme l’Association des amis de l’URSS et du parti communiste. Elle participe au congrès de la Fédération parisienne des associations des amis de l'URSS les 28 et 29 mars 1937 parmi les présidents de séance puis à la commémoration de l’anniversaire de la mort de Lénine, organisée par la même association le 21 janvier 1938, aux côtés, notamment, de Jean Bruhat, Gabrielle Duchêne, Francis Jourdain, Pierre Scize, Andrée Viollis ou Jean Zyromski,. 
En quelques années, elle devient la spécialiste de ce pays.

### La cause des femmes
En décembre 1927, elle publie « La palette d’une brodeuse » dans La Femme de France sur la cause des femmes. Elle participe au Club des belles perdrix, une « association de gastronomes féminins, […], une réplique à l’égoïsme de certains clubs où les femmes ne sont point admises. (Le Figaro, 20 janvier 1928) », créée en janvier 1928 par Maria Croci. Le premier dîner réunit Gabrielle Reval, Edmée Chérau, Lucie Paul-Margueritte, Eve Paul-Margueritte, Hélène Gosset, Yvonne Lenoir, Blanche Vogt, Anna Levertin. Les premières adhérentes suivent : Huguette Garnier, Marion Gilbert, Lydie Henri-Lacaze, Yvonne Lenoir, Lucie Delarue-Mardrus, Matza Daffis de Mirecourt, Marcelle Tinayre,. Les « belles perdrix » créent par la suite un prix littéraire, « Prix des Muses ». 
Cette préoccupation pour la cause féminine s’illustre ultérieurement à L’Œuvre , qui est alors un journal socialiste. Elle couvre le cinquième congrès international de la Ligue mondiale pour la réforme sexuelle à Brno, interview Thomas Mann (20 février 1933) ou Karin Michaelis (1er juillet 1935) venue à Paris pour le Congrès International des écrivains pour la défense de la culture.
À partir du second semestre 1933, elle met encore davantage l'accent sur la question féminine, avec une rubrique « Femmes d’ailleurs » et la page « L’Œuvre des femmes » qui devient ensuite « L’Œuvre féministe » . Elle y publie par exemple un article sur la députée Margarita Nelken, un autre sur « L’œuvre des femmes françaises au Maroc » ou une rubrique sur « Les femmes au travail ».

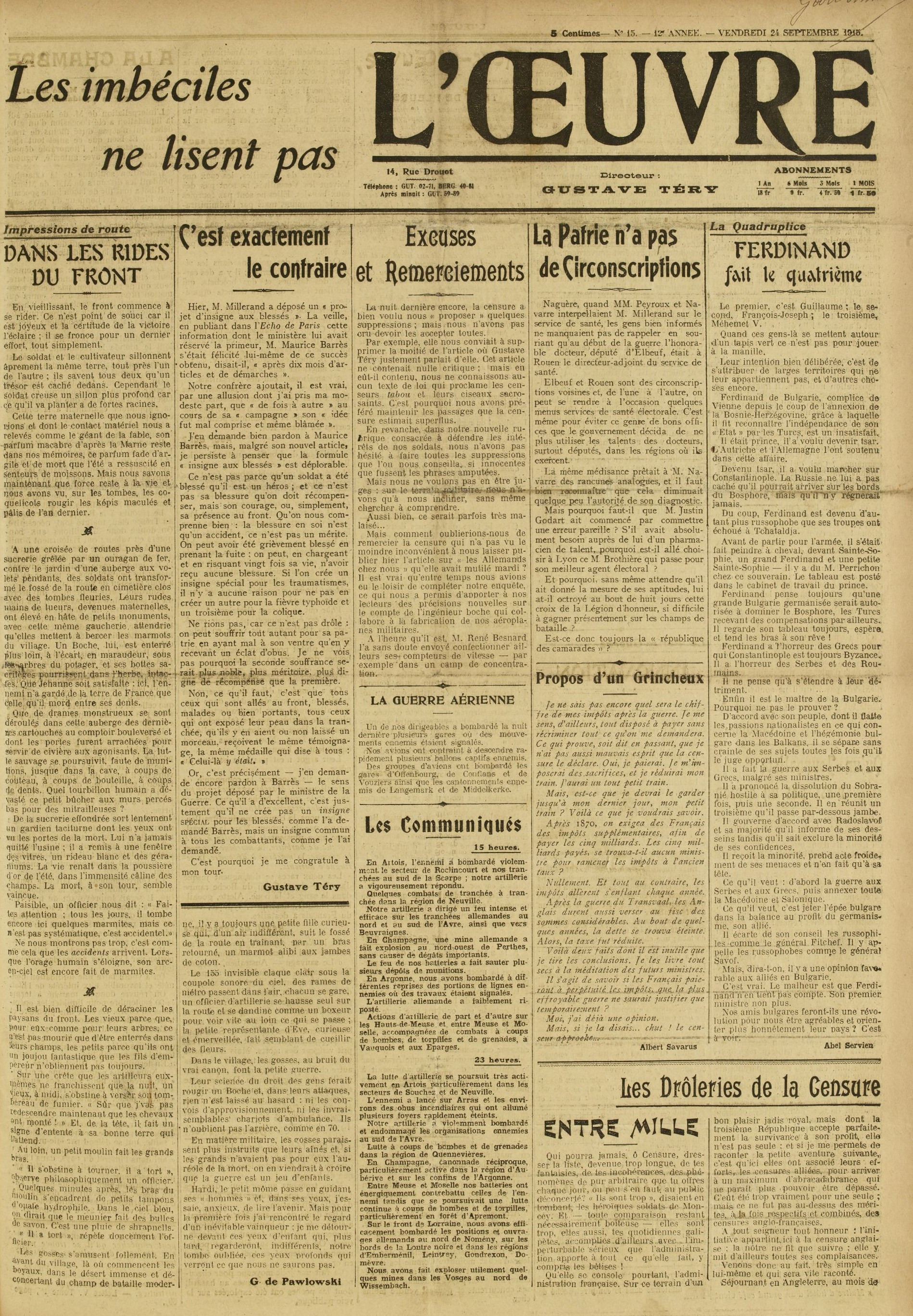
Une de L'Œuvre du 24 septembre 1915.

En 1935, elle couvre le Congrès d’études de l’Avenir français, organisé par l’Union nationale pour le vote des femmes. « Jamais autant qu’en ce moment le féminisme n’a été à l’ordre du jour, mais autant qu’au cours de ces dernières semaines les pouvoirs publics n’ont envisagé avec un maximum d’attention la question du vote féminin, mesure qui en demeure la consécration officielle » écrit-elle dans L’Œuvre le 13 février 1935. 
Elle rend hommage à Marguerite Durand, dans l'article « Femmes du front populaire » le 11 juin 1936 dans L’Œuvre. 
Le Comité mondial des femmes contre la guerre et le fascisme est fondé en 1934 et a une section importante en France de 200 000 adhérentes, sous la résidence de Gabrielle Duchêne. Sans y être affilié, le comité est proche du parti communiste. Le 14 juillet 1936, Hélène Gosset défile dans le cortège du comité derrière la pancarte « Les femmes veulent voter ».
Avec l’arrivée au pouvoir du Front populaire, de nouveaux espoirs se profilent pour les droits des femmes et des enfants. Le 29 mai 1936, en tant que présidente de la Ligue des droits de l’enfant, elle fait partie de la délégation des femmes du Comité mondial reçue par Léon Blum pour lui demander de « faire aboutir [leurs] revendications essentielles, notamment le vote des femmes, et […] son appui pour obtenir l’égalité des droits civils et politiques, le droit au travail et la constitution d’un comité consultatif des femmes ayant droit de regard sur les projets intéressant et le ministère du Travail et le ministère de la Santé Publique. ». Elle figure parmi les signataires de l’« Appel aux femmes françaises » dans L’Humanité du 5 juin 1936, aux côtés notamment de Gabrielle Duchêne, Magdeleine Paz et Andrée Viollis.
Elle poursuit sa collaboration avec Femmes, où elle s’occupe de « La littérature » en 1938 après s’être occupée des « lectures » et tient une « Chronique de la vie féminine » sur Radio Tour-Eiffel le 15 juin 1937, et une « Chronique féminine » sur Radio-Paris le 2 juillet 1937.

### L'Italie et Mussolini
L'hebdomadaire Vu charge Hélène Gosset de couvrir à Rome, en 1931, le procès dit des "Intellectuels de Justice et de Liberté", des professeurs, journalistes et écrivains opposés au régime fasciste de Mussolini. À cette occasion, elle obtient une interview de Mussolini qui paraît dans Vu et La Femme de France et le décrit sous un jour assez favorable, bien que misogyne, « Ce que le Duce pense des femmes italiennes et françaises ».
Cependant, au moment du conflit entre l'Italie et l'Éthiopie, elle prend publiquement position en demandant à Mussolini, dans une lettre ouverte du 9 octobre 1935 de la Ligue des enfants, de « surseoir au massacre » généré par l’agression italienne contre l’Éthiopie. Elle donne aussi plusieurs des conférences sur la protection des enfants éthiopiens.
En tant que journaliste de L’Œuvre, elle intervient le 19 octobre 1935 à un débat organisé par le Club du Faubourg, autour d’un témoignage de Marcel Griaule, « Comment Mussolini s’est servi de mon témoignage. La vérité sur la guerre en Éthiopie » et se joint à un referendum du Petit Journal « Pour la neutralité absolue, pour des mesures de pression ou des sanctions économiques ». Elle participe aussi au Comité d’initiative d’assistance aux victimes innocentes de l’invasion fasciste en Éthiopie.

### Les droits des enfants
Les droits des enfants sont une préoccupation majeure d'Hélène Gosset qui y a consacré un grand nombre d'articles, comme « La jeunesse frelatée » (mars 1932), ou « L’enfance dévoyée » (mai 1932). Le 16 septembre 1934, L’Œuvre annonce la création d’une Ligue des droits de l’enfant par le quotidien, Hélène Gosset en étant secrétaire générale et rédactrice d'un grand nombre d'articles sur le sujet.
Elle lance une campagne contre les bagnes d'enfants en France. En juin 1936, a lieu le premier Congrès national sur l’enfance délinquante et sur les bagnes d’enfants, organisé à l’initiative du Comité de lutte contre les bagnes d’enfants. Avec l’arrivée au pouvoir du gouvernement du Front populaire, les actions de la Ligue des droits de l’enfant se font plus pressantes. Le 30 août 1936, elle écrit une Lettre ouverte au ministre de la justice et le 29 septembre 1936, un message intitulé « La Ligue des droits de l’enfant en appelle à la SDN ». 
En novembre 1936, la fédération Ciné-Liberté crée une section spéciale consacrée au cinéma et à l’enfance, dirigée par Léone Bourdet, Marie Lahy-Holebecque, Hélène Gosset, Jean Painlevé, André Malraux et Henri Wallon. 
Henri Sellier, ministre de la Santé publique et Suzanne Lacorre, sous-secrétaire d’état à la protection de l’enfance, créent la Commission de défense de l’enfance malheureuse. Hélène Gosset s'y exprime notamment sur la question des bagnes d'enfants le 3 mai 1937. 
À partir du 15 mai 1937, elle propose aux clubs de La Femme de France d’adopter respectivement un ou une filleule, « enfant orphelin ou d’une famille extrêmement misérable » et de leur faire parvenir chaque mois « un colis composé d’aliments de première nécessité, d’une valeur de cinquante francs » (La Femme de France, 15 mai 1937).  
Elle devient rapporteure au Conseil supérieur de l’enfance (L’Œuvre, 11 novembre 1937). 

### L'antifascisme
Dans la seconde moitié des années 1930, l'engagement militant d'Hélène Gosset, déjà amorcé durant le conflit italo-éthiopien, s'étend au mouvement antifasciste.
Elle fait partie de la délégation du Comité mondial des femmes reçue à l’ambassade d’Allemagne en décembre 1935 pour protester contre l’exécution de Rudolf Klaus et l’emprisonnement d’Ernst Thaelmann et de la veuve de Rudolf Klaus ainsi que de la délégation reçue à la légation de Roumanie en janvier 1936 au sujet d'Anna Pauker et de celle qui se rend à l’ambassade du Brésil en octobre 1936 « pour sauver la femme de Carlos Prestes ». 

#### La guerre civile espagnole
Le 29 septembre 1936, Hélène Gosset, en tant que secrétaire générale de la Ligue des droits de l’enfant interpelle la Société des Nations sur le sort des enfants espagnols dans un pays déchiré par la guerre civile. En novembre, elle s'adresse au « Chef de la chrétienté » et participe à un meeting du Comité mondial des femmes en protestation contre le bombardement de Madrid et le massacre de la population civile. Elle réalise, pour L’Œuvre, un reportage sur les enfants espagnols réfugiés à Compiègne et écrit un hommage à la photographe Gerda Taro, tuée le 26 juillet 1937 à Madrid pendant un reportage. Elle interviewe le 2 septembre 1937 la journaliste, militante socialiste et féministe Margarita Nelken et se rend elle-même en Espagne à la fin de l'année pour le compte de Femmes. Le 9 juin 1938, elle donne une conférence au Comité mondial des femmes, « Ce que j’ai vu en Espagne ».

#### La montée des fascismes en Europe
Cependant, un peu partout en Europe, les totalitarismes montent en puissance, Hélène Gosset en témoigne dans ses reportages et s'engage personnellement. Elle participe, entre autres, le 9 février 1938, à une réunion publique pour protester contre l’emprisonnement de Liselotte Hermann, condamnée à mort en Allemagne ainsi qu'à un meeting du Comité mondial des femmes contre la guerre et le fascisme pour la « Défense de la paix »[Quand ?], organisé sous la présidence de Victor Basch avec la participation de Bernadette Cattanéo, Gabrielle Duchêne, Jean Nocher, Mireille Osmin, Maria Rabaté ou Marc Sangnier. Le 13 avril 1938, elle cosigne avec Jean-Richard Bloch, Paul Langevin, Marcel Prenant et Henri Wallon, une déclaration qui s’inquiète de la « sauvegarde de la France » et de celle de la « paix », publiée dans Ce soir. Elle poursuit ses conférences, interventions dans des meetings et participations diverses sur la protection de l'enfance, la solidarité avec le peuple espagnol

### La Seconde Guerre mondiale
L'Œuvre, initialement favorable au Cartel des gauches (1924) et au Front populaire (1936) adopte une position pacifiste et non-interventionniste en 1939. Sous le régime de Vichy, le journal adopte une ligne collaborationniste. 
Après la déclaration de guerre, Hélène Gosset continue à travailler avec L’Œuvre, s’en servant encore comme une tribune, par exemple le 23 septembre 1939, quand la Ligue des droits de l’enfant lance un appel à tricoter pour les soldats et les enfants isolés mais à partir de 1940, elle refuse d'y écrire.
En 1944, elle fait partie du comité directeur de l'Union des femmes françaises de la Zone Nord, adhérente au Front National communiste, avec, notamment : Marie Bell, Marie Couette, Eugénie Cotton, Irène Joliot-Curie, Françoise Leclercq, Claudine Michaut, Maria Rabaté, Edith Thomas.
Elle participe à l'Entraide des travailleurs intellectuels qui assiste les chômeurs. Elle travaille alors à la Bibliothèque nationale de France.
En septembre 1944, son fils, résistant, meurt.

### L'après-guerre
Hélène Gosset participe au Comité national des écrivains, signe le « Manifeste des écrivains français » paru dans le numéro des Lettres françaises du 9 septembre 1944, le premier numéro non clandestin de ce journal et fréquente, après la Libération, les réseaux communistes qu'elle connaissait déjà bien avant la guerre. Le 21 août 1946, elle intervient lors de la conférence de la paix organisée par le Comité de la Fédération démocratique internationale des femmes.  
Elle adapte plusieurs textes pour la radio, dont Histoire d’un crime de Victor Hugo, adaptation jouée par la compagnie Art et Travail (Ce soir, 9 mai 1952).
En 1946, Hélène Gosset, fidèle à son engagement féministe, dirige pendant cinq mois la page féminine du quotidien communiste Front national et, à partir de 1948, elle tient une émission de radio sur la vie des femmes célèbres.
Elle collabore à Ce soir à partir de 1947.
Elle est membre de l’Association des Amis de la Commune et collabore au numéro spécial de la revue Europe sur la Commune, en avril 1951.
Hélène Gosset meurt à Neuilly-sur-Seine le 25 décembre 1963.

## Distinctions
- 1930 : Médaille du Comité d’entraide aux femmes de professions libérales, pour son « talent » (Le Petit journal, 21 décembre 1930).
- 1933 : Présélectionnée pour le prix Albert-Londres.
- 1936 : Médaille de vermeil de l’Association française pour la défense des animaux[6].
- 1938 : Chevalier de la Légion d'honneur pour ses articles qui ont permis la fermeture des maisons de correction[3].

## Publications
- Nitchevo ! l'amour en Union soviétique, Paris, Éditions de la Revue mondiale, 1929 (ISBN 9782307370956) (réédition numérique)